# CDU
Tysklands kristdemokratiska union (tyska: Christlich Demokratische Union Deutschlands, förkortning: CDU) är ett kristdemokratiskt parti i Tyskland. Partiet finns i alla förbundsländer utom i Bayern, och Friedrich Merz är dess ordförande på förbundsnivå sedan januari 2022.
I Tysklands förbundsdag bildar man en union, CDU/CSU, med sitt bayerska systerparti CSU (Christlich-Soziale Union in Bayern).
Unionen har generellt dominerat i tysk efterkrigspolitik och hade efter den tyska förbundsrepublikens bildande 1949 monopol på kanslerposten till 1969. Från 1982 till 1998 (16 år) var kristdemokraten Helmut Kohl förbundskansler, och CDU:s Angela Merkel var förbundskansler 2005-2021.
I Europaparlamentet ingår partiet i den konservativa och kristdemokratiska gruppen Europeiska folkpartiets grupp (kristdemokrater).

## Historia

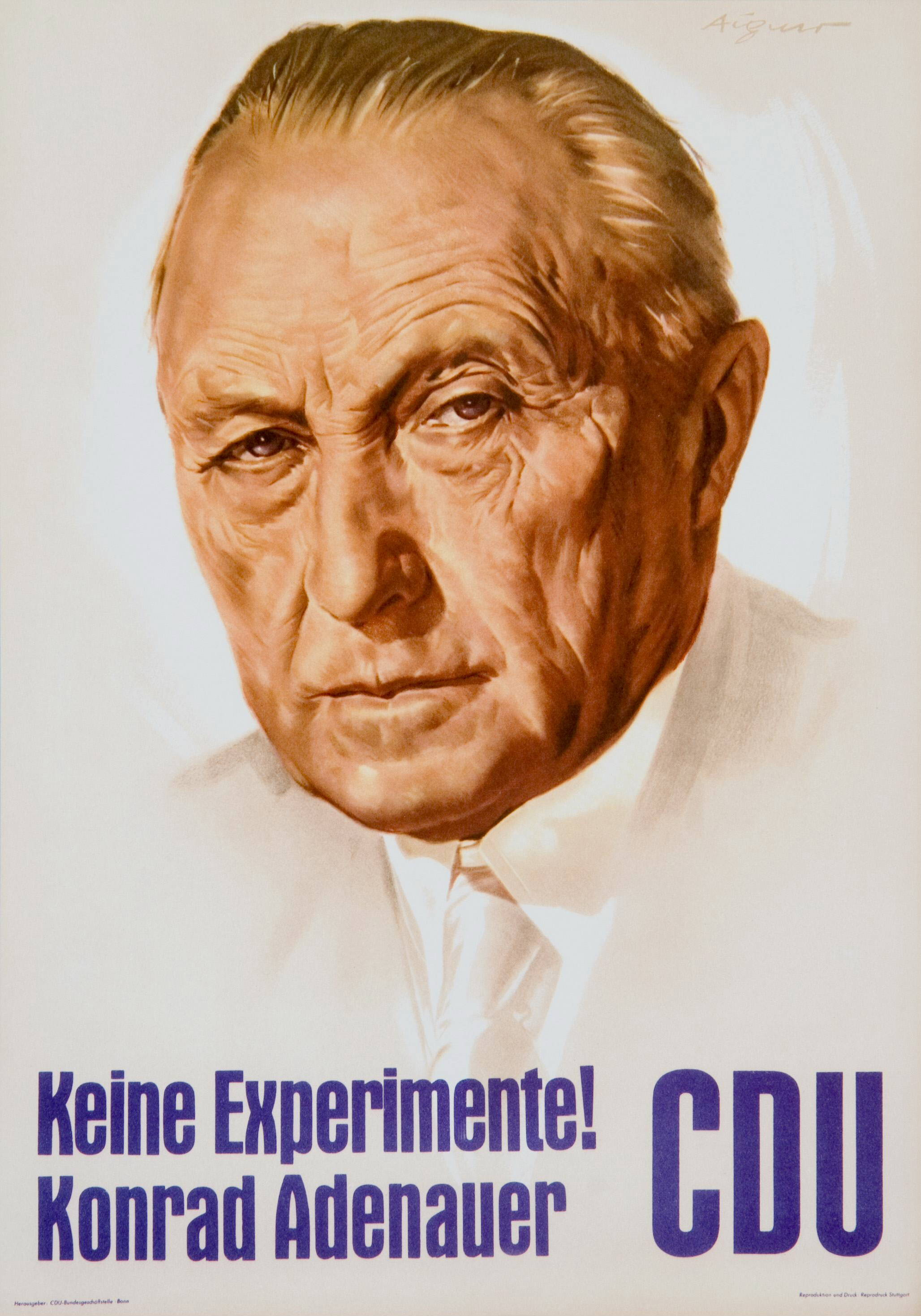
Konrad Adenauer på en valaffisch från 1957.

Mandatfördelning i förbundsdagen 1949–2005 (förbundsdagen har inte ett fast antal mandat).
CDU-CSU

1949 blev CDU:s ledare Konrad Adenauer Tysklands första förbundskansler (regeringschef). Han blev en landsfader i 1950-talets Wirtschaftswunder och förknippas med landets uppgång från ruinerna efter andra världskriget. 1963 avgick Adenauer och efterträddes av Ludwig Erhard. Från 1966 till 1969 regerade CDU i en storkoalition med SPD, med CDU:s Kurt Georg Kiesinger som förbundskansler. 1969 tog en socialliberal koalition mellan SPD och FDP över regeringsmakten. Kurt Georg Kiesinger fortsatte som CDU-ledare fram till 1971.
CDU:s ledare Rainer Barzel väckte misstroendevotum mot socialdemokraten Willy Brandts koalitionsregering 27 april 1972, men förlorade knappt med två röster. Det har senare framkommit att två konservativa ledamöter mutats av östtyska Stasi. Barzel och CDU/CSU ställde sig kritiska till Brandts nya utrikespolitik.
Vid förbundsdagsvalet 1976 ställde Helmut Kohl för första gången upp som kanslerkandidat. CDU/CSU förlorade knappt med 48,6 procent av rösterna. Det var fram till dess CDU/CSU:s näst bästa valresultat överhuvudtaget. En konflikt mellan CDU och CSU och ledarna Kohl och Franz Josef Strauss följde efter valförlusten. En splittring av CDU/CSU:s förbundsdagsgrupp röstades igenom av CSU, Kreuther Trennungsbeschluss, med föresatsen att verka som ”fjärde parti” (efter SPD, CDU och FDP), men detta togs senare tillbaka. Det hela ledde dock till att Strauss 1980 kom att vara CDU/CSU:s kanslerkandidat, men de förlorade förbundsdagsvalet det året.

### Kohl förbundskansler
1982 blev CDU:s Helmut Kohl förbundskansler då CDU/CSU bildade en koalitionsregering tillsammans med FDP. Då hade man fällt den sittande regeringen under Helmut Schmidt genom ett misstroendevotum. 
Efter valet 1990 blev Kohl vald till det återförenade Tysklands förbundskansler.
Östtysklands kristdemokratiska parti gick 1990 upp i CDU.

### Opposition 1998–2005
Vid 1998 års val besegrades Kohl och CDU/CSU av den nya rödgröna koalitionen med SPD och Allians 90/De gröna under SPD:s Gerhard Schröder.
Efter Kohls tid som förbundskansler kom en partiskandal att nystas upp och Kohl anklagades för korruption.
I april 2000 blev Merkel partiordförande för CDU. Under sina första år som partiordförande fick hon ofta stå tillbaka för andra politiker. I förbundsdagsdebatterna mot förbundskansler Gerhard Schröder fick Merkel till en början inte företräda sitt parti, då hon inte var gruppledare i förbundsdagen. Merkel blev heller inte CDU:s och CSU:s kandidat till posten som förbundskansler inför förbundsdagsvalet 2002; detta förtroende fick i stället CSU:s ledare Edmund Stoiber. Under mandatperioden 2002–2005 stärkte Merkel dock sin ställning i partiet högst betydligt och var i stort sett oomstridd som kanslerkandidat inför det tidigarelagda förbundsdagsvalet 2005.

### Koalitionsregeringar
CDU befann sig 1998–2005 i opposition på riksnivå och hade då stora framgångar vid skilda delstatsval, sannolikt framförallt på grund av missnöje över Tysklands dåvarande koalitionsregering som bestod av socialdemokrater och medlemmar ur Allians 90/De gröna. Sedan valen i delstaterna Brandenburg och Sachsen, där det högerextremistiska partiet NPD kom in i lantdagen, hamnade även CDU i motvind och den framgång som man hade hoppats på i förbundsdagsvalet på hösten 2005 uteblev, dock främst på grund av framgångarna för vänstern i form av Vänsterpartiet. Valet hade ingen klar vinnare och i brist på andra parlamentariska alternativ valde de två stora partierna CDU och SPD att bilda en stor koalition med CDU-ledaren Merkel som förbundskansler. Den 22 november 2005 valdes Merkel av förbundsdagen till Tysklands förbundskansler. Hon är den första kvinnan på posten, och dessutom den första förbundskanslern i det återförenade Tyskland som har varit medborgare i DDR.
Efter förbundsdagsvalet 2009, där CDU gått framåt, kunde Merkel byta ut koalitionspartnern SPD, som genomled en historisk valförlust, mot det mindre FDP. FDP åkte emellertid ur förbundsdagen i valet 2013, samtidigt som CDU/CSU knappt missade att få egen majoritet, vilket fick CDU/CSU att ånyo söka samarbete med SPD. Inför valet 2017 hade SPD gjort klart att de inte ville fortsätta koalitionssamarbetet och valresultatet gav vid handen att CDU/CSU skulle kunna forma en majoritet tillsammans med FDP och de Gröna, men efter långdragna koalitionsförhandlingar misslyckades man att enas om ett regeringsprogram och det blev trots allt en förnyad koalition mellan CDU/CSU och SPD, alltjämt med Merkel som förbundskansler.
I 2021 års val (Förbundsdagsvalet i Tyskland 2021), med Armin Laschet som kandidat till förbundskanslerposten, fick CDU/CSU ett historiskt dåligt valresultat med 24,1 procent av rösterna. Det var partiets sämsta valresultat i förbundsrepubliken Tysklands historia.

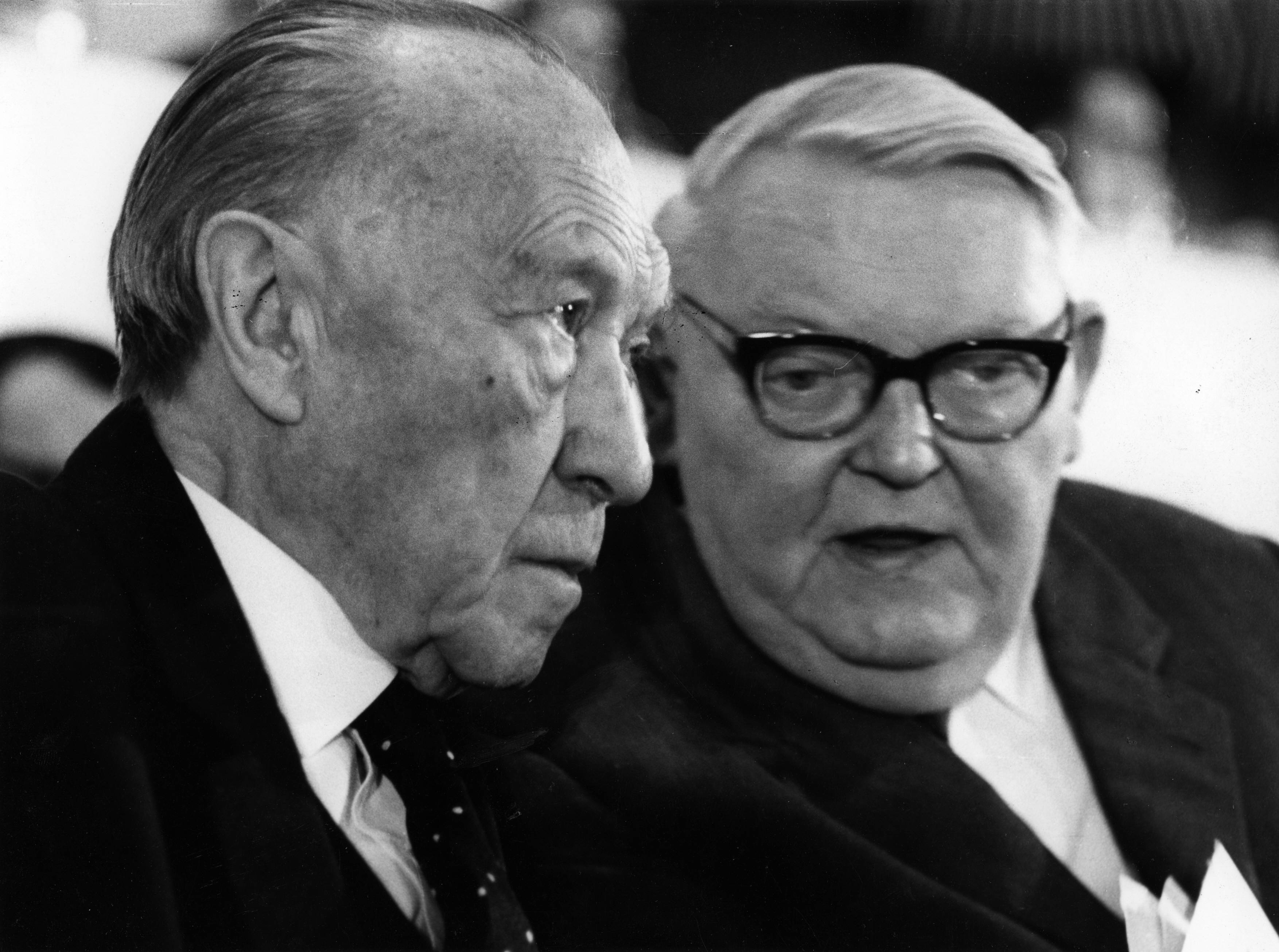
Konrad Adenauer och Ludwig Erhard.

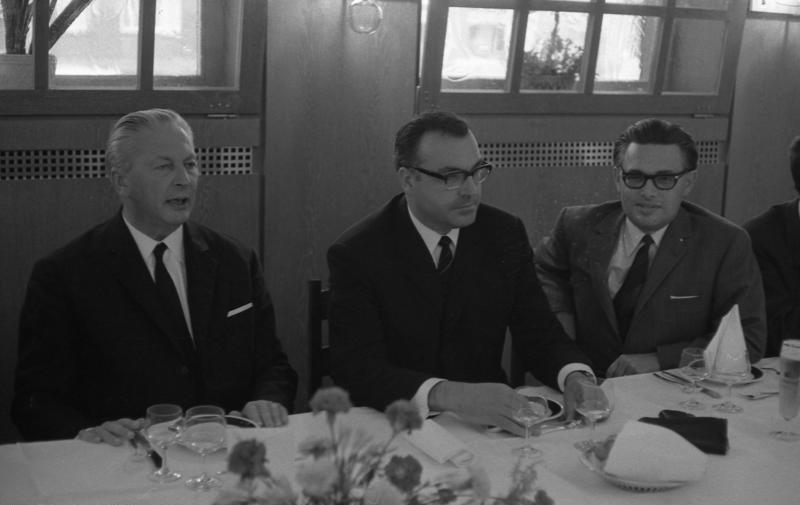
Kurt Georg Kiesinger (t.v.) och Helmut Kohl (mitten).

## Kända partiföreträdare

### Förbundskansler
Tysklands förbundskansler har ett flertal gånger valts ur CDU:
- 1949–1963 Konrad Adenauer
- 1963–1966 Ludwig Erhard
- 1966–1969 Kurt Georg Kiesinger
- 1982–1998 Helmut Kohl
- 2005–2021 Angela Merkel

### Partiordförande på förbundsnivå
- 1950–1966 Konrad Adenauer
- 1966–1967 Ludwig Erhard
- 1967–1971 Kurt Georg Kiesinger
- 1971–1973 Rainer Barzel
- 1973–1998 Helmut Kohl
- 1998–2000 Wolfgang Schäuble
- 2000–2018 Angela Merkel
- 2018–2021 Annegret Kramp-Karrenbauer
- 2021–2022 Armin Laschet
- 2022– Friedrich Merz

### Ordförande för CDU/CSU:s förbundsdagsgrupp
- 1949–1955 Heinrich von Brentano
- 1955–1961 Heinrich Krone
- 1961–1964 Heinrich von Brentano
- 1964–1973 Rainer Barzel
- 1973–1976 Karl Carstens
- 1976–1982 Helmut Kohl
- 1982–1991 Alfred Dregger
- 1991–2000 Wolfgang Schäuble
- 2000–2002 Friedrich Merz
- 2002–2005 Angela Merkel
- 2005–2018 Volker Kauder
- 2018–2022 Ralph Brinkhaus
- 2022–     Friedrich Merz